# Anekäbrud
Anekäbrud (ou Hane-Kärbu) est une île d'Estonie inhabitée, dans la baie d'Udriku, dans le  golfe de Riga, à l'ouest du pays.

## Géographie
L'île est située à cinq mètres de l'île de Saaremaa, la plus grande d'Estonie, et est située dans la municipalité et le comté homonyme. Anekäbrud fait 1,388 hectares de superficie, mesure 300 mètres de long et 100 mètres de large.